# پرواز شماره ۶۲۸۹ هواپیمایی الجزایر
پرواز شماره ۶۲۸۹ هواپیمایی الجزایر (به انگلیسی: Air Algérie Flight 6289) یک پرواز از تمنراست به مقصد الجزیره بود که با ۹۷ مسافر و ۶ خدمه بودند، در تاریخ ۶ مارس ۲۰۰۳ در تمنراست دچار سانحه شد و ۱۰۲ نفر جان باختند.